# Der Schauspieldirektor
Der Schauspieldirektor (em português: O empresário teatral), K. 486, é um Singspiel cômico escrito por Wolfgang Amadeus Mozart e com o libreto alemão de Johann Gottlieb Stephanie Der Jüngere um empresário teatral austríaco.
Mozart escreveu a ópera como entrada dele numa competição musical começada no dia 7 de fevereiro de 1786 pelo imperador romano-germânico José II no Palácio de Schönbrunn em Viena. A competição era promover um singspiel alemão contra uma ópera italiana. A entrada italiana competindo contra Mozart foi a ópera buffa Prima la musica e poi le parole (em português: Primeiro a música e depois as palavras) de  Antonio Salieri.
A composição desta ópera e da ópera As bodas de Fígaro foi praticamente simultânea, ou, ao mesmo tempo, mas as óperas só estrearam no ano seguinte.
Há só quatro números vocais na ópera (sem contar com a abertura), e o conteúdo musical (de aproximadamente 30 minutos).

## Sinopse
O enredo de Der Schauspieldirektor aborda principalmente as preocupações e as aflições de um empresário e como ele lida com uma trupe de artistas, especialmente com as primas donnas da festa.